# Lilltjärnen (Jörns socken, Västerbotten)
Lilltjärnen är en sjö i Skellefteå kommun i Västerbotten och ingår i Skellefteälvens huvudavrinningsområde.